# Нудный, Сергей Викторович
Серге́й Ви́кторович Ну́дный (рум. Serhei Nudnii; укр. Сергій Вікторович Нудний; род. 6 октября 1980, Раздельная, Одесская область) — украинский и молдавский футболист, полузащитник. Выступал за молодёжную сборную Молдавии до 21 года.

## Биография

### Клубная карьера
Воспитанник тираспольской СДЮШОР № 4. Первый тренер — В. И. Земляной. Начинал профессиональную карьеру в кишинёвских командах «Хайдук-Спортинг» и «Агро». В 2004 году выступал за «Тилигул-Тирас» из Тирасполя. Затем выступал за тбилисский «Зестафони». В 2007 году провёл 1 матч в чемпионате Белоруссии и 2 игры в Кубке УЕФА за минское «Динамо». Позже перешёл в израильский клуб «Хапоэль-Ирони» из города Ришон-ле-Цион. Первую половину сезона 2008/09 провёл в клубе «Тилигул-Тирас», за который в чемпионате Молдавии сыграл 9 матчей и забил 2 мяча.
В январе 2009 года перешёл в одесский «Черноморец», сыграл 16 официальных матчей. В 2010 году провёл 1 матч в Первой лиге Украины за «Феникс-Ильичёвец» из села Калинино. Летом 2010 года перешёл в «Севастополь». В начале 2011 года подписал контракт с ужгородским «Закарпатьем». Летом 2011 года клуб был переименован в «Говерлу-Закарпатье». В сезоне 2011/12 вместе с командой стал победителем Первой лиги, победа позволила команде в следующем сезоне играть в Премьер-лиге Украины. Летом 2012 года покинул расположение клуба.

### Карьера в сборной
Провёл 5 матчей за молодёжную сборную Молдавии до 21 года.

## Достижения
- Победитель Первой лиги Украины: 2011/12